# Джефф Кілі
Джефф Кілі (англ. Geoff Keighley, [ˈkiːli]; нар. 24 червня 1978, Канада) — канадський відеоігровий журналіст, телеведучий, письменник-фрилансер. Найбільш відомий як ведучий шоу The Game Awards, GameTrailers TV та G4tv.com, що нині не існує. Роботи Кілі як письменника на фрилансі опубліковані на Kotaku серед інших його публікацій. Він також був виконавчим продюсером Spike Video Game Awards, тепер є виконавчим продюсером The Game Awards з 2014 року. Окрім того, Джефф Кілі був організатором події E3 Coliseum на Electronic Entertainment Expo.
На Summer Game Fest 2025 рекламував ігри від студії мundfish, яка так офіційно і не висловила свою позицію з приводу агресії росії та війни зокрема. Криваві гроші вони теж гроші.

## Камео
Кілі з'явився як голографічний персонаж у грі Death Stranding. Маска з обличчям Джеффа Кілі також була додана до відеогри Among Us. У серпні 2021 року Джефф Кілі отримав роль дядька Теодора у фільмі «Маєток із привидами Маппетів». Кілі також зіграв коротку епізодичну роль у фільмі «Матриця: Воскресіння», як ведучий ігрових церемоній нагородження.

## Публікації
- Keighley, Geoff (2011). The Final Hours of Portal 2 [Останні години Portal 2]. ASIN B004XMZZKQ.
- Keighley, Geoff (2012). The Final Hours of Mass Effect 3 [Останні години Mass Effect 3]. ASIN B007KVXSFG.
- Keighley, Geoff (2013). The Final Hours of Tomb Raider [Останні години Tomb Raider].
- Keighley, Geoff (2014). The Final Hours of Titanfall: Behind the Scenes at Respawn Entertainment [Останні години Titanfall: За лаштунками Respawn Entertainment]. ASIN B00JQFIE1W.
- Keighley, Geoff (2020). The Final Hours of Half-Life: Alyx [Останні години Half-Life: Alyx].